# Tena Nemet Brankov
Tena Nemet Brankov (Zagreb, 4. siječnja 1994.) je hrvatska kazališna, filmska i televizijska glumica.

## Životopis
Kći je preminulih hrvatskih glumaca Slavka Brankova i Marine Nemet. Morala se iseliti iz obiteljskog doma 2012., jer je Grad Zagreb tražio da vrati stan od 55 kvadrata koji je njezinim roditeljima dao na korištenje. Nakon što je završila Gimnaziju Tituša Brezovačkog u Zagrebu, diplomirala je 2017. godine glumu na zagrebačkoj Akademiji dramske umjetnosti. Prvu filmsku ulogu imala je u drami "Trampolin" za koju je dobila Zlatnu arenu za sporednu ulogu na Pulskom filmskom festivalu 2016. godine, a prvu kazališnu ulogu u drami "Fine mrtve djevojke" krajem 2014. godine.

## Filmografija

### Filmske uloge
- "Pelikan" kao djevojka (2022.)
- "General" kao Jelica (2019.)
- "Trampolin" kao Nika (2016.)
- "Djevojke" (kratki film) kao Tena (2016.)
- "Ljubav ili smrt" kao Lotte (2014.)

### Televizijske uloge
- "Sjene prošlosti" kao policijska inspektorica Darija Vukoja (2024.)
- "Gora" kao Nika (2023.)
- "Majstori" kao Nataša Kosić (2022.)
- "Kumovi" kao Valentina (2022.)
- "Šutnja" kao Goga (2021.)
- "General" kao Jelica (2019.)
- "Ko te šiša" kao mlada Marie (2017.)
- "Počivali u miru" kao Buga Koretić (2017.)
- "Novine" kao Lara Tomašević (2016. – 2020.)
- "Crno-bijeli svijet" kao Selma (2016.)
- "Nemoj nikome reći" kao Iva Tarle (2015. – 2017.)
- "Operacija Kajman" kao Sanja (2007.)

### Sinkronizacija
- "UglyDolls" kao Tuesday (2019.)
- "Hugo i lovci na duhove" kao Lola Thompson (2016.)

### Radijske uloge
- "Jesenja lica" (2019.)[12]

## Vanjske poveznice
- Tena Nemet Brankov u internetskoj bazi filmova IMDb-u (engl.)
- Kazališne uloge Tene Nemet Brankov
- Stranica na Instagramu